# Бенгет
Бенге́т (Філіппінська вимова [beŋˈɡet]; ібалойська: Probinsya ne Benguet; панґ.: Luyag na Benguet; ілоко: Probinsya ti Benguet; філіп.: Lalawigan ng Benguet) — провінція на Філіппінах, розташована на півдні Кордильєрського Адміністративного регіону на острові Лусон. Столицею провінції є місто Ла Тринідад.
Ця гірська провінція відома також як салатниця Філіппін через великі обсяги вирощування овочів, в тому числі овочів, що походять з помірного клімату.
У провінції Бенгет знаходиться місто Баґйо, хоча адміністративно воно не є частиною провінції.

## Географія

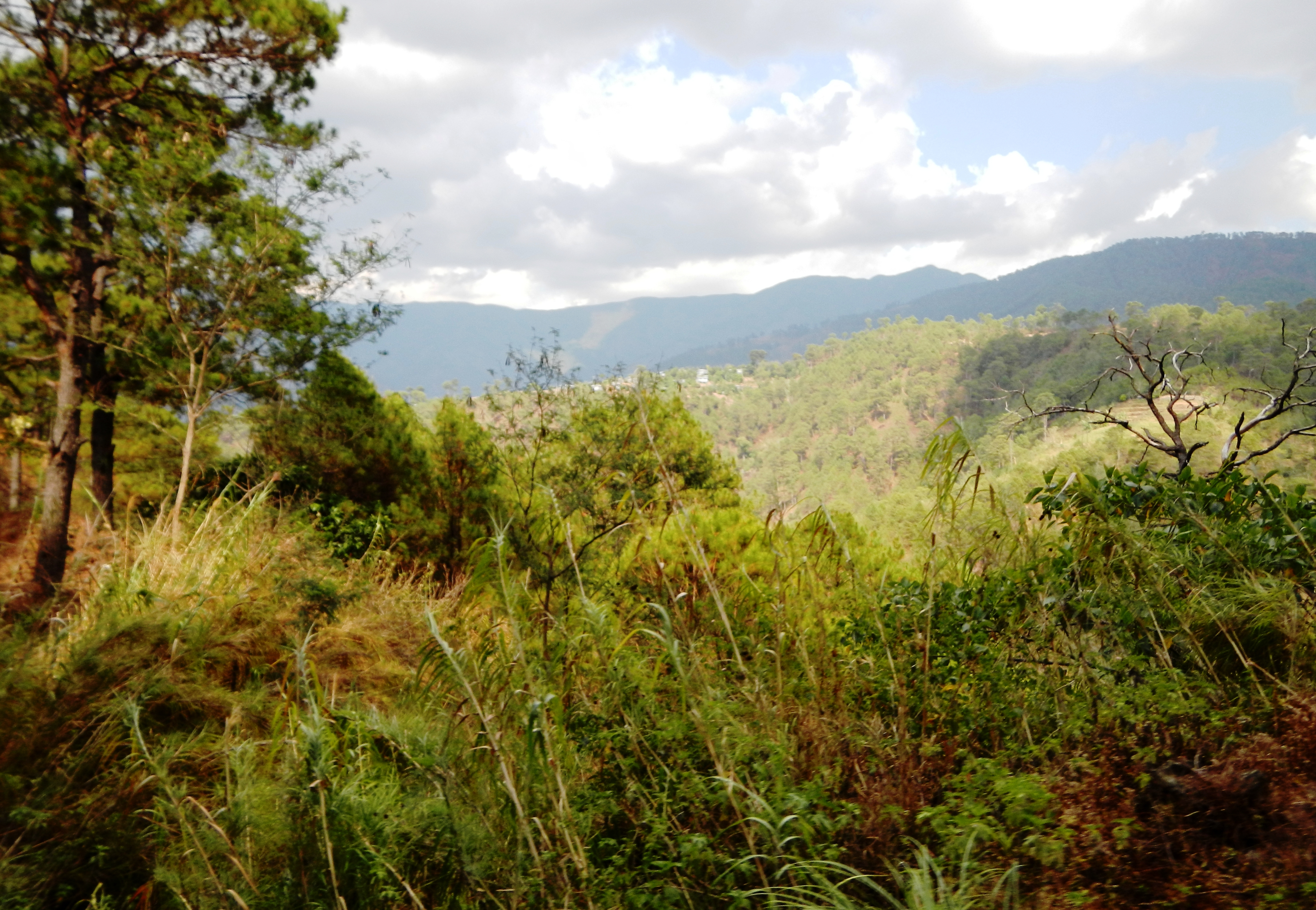
Гірський ландшафт в Бокоді.

Бенґет має загальну площу 2 769 км2 і знаходиться на самому півдні Кордильєрського Адміністративного Регіону. Якщо, з географічних міркувань, включити до провінції Місто Баґйо загальна площа провінції становитиме 2 826.5 квадратний кілометрів. 
На північному сході провінція межує з Гірською Провінцією та Іфуґао, на південному сході з Нуева Віская, на півдні з Панґасінан, на заході з Ла Уньйон та з Південним Ілокос на північному заході.
Бенґет розташована в горах Кордильєра-Сентраль тому її рельєф є переважно гірським. Гора Пулаґ, найвища точка Лусону знаходиться на межі трьох провінцій: Бенґет (муніципалітет Кабаян), Іфуґао та Нуева Віская. В горах провінції беруть початок багато важливих річок острова Лусон, серед яких Аґно, Амбураян, Буед, Бакун, Балілі та Асін. 

### Клімат
Клімат Бенґет переважно прохолодний. Найвища середньорічна температура 25,3 °C (77,5 °F) спостерігається в квітні а найнижчою температура є в січні, 13,3 °C (55.9 °F) середньорічний мінімум.

### Адміністративний поділ
Бенґе́т має в складі 13 муніципалітетів, без урахування Міста Баґйо, яке заходячись в межах провінції, адміністративно не входить до її складу, хоча й було частиною провінції до 1909 року.

#### Баранґаї
13 муніципалітетів провінції складаються загалом зі 140 баранґаїв, з яких найбільш населеним станом на 2010 рік, був Піко в Ла Тринідаді а найменш населеним Анчокей в Кабаяні.[26]

## Демографія
Населення Бенґету згідно з переписом 2015 року становило 446,224 осіб.[4]  Густота населення становить 160 осіб на квадратний кілометр. 
Згідно з даними перепису від 2000 року, загальне населення Бенґет становило 330,129 осіб. Це на 16,296 осіб більше від даних перепису 1995 року, згідно з яким населення становило 313,833 осіб. Таким чином природний приріст населення становив 1.09 % протягом 5-ти річного періоду, для порівняння загально національний приріст за той самий період становив 2.43 %. 

### Етнічний склад
Населення провінції Бенґет, складається з трьох етнолінгвістичних груп. Північно-західні муніципалітети заселені переважно канканаеями, основним населенням південного-заходу є ібалойці, тоді як на сході переважають представники каланґуя.
Згідно з даними перепису населення Філіппін від 2000 року, канканаеї становлять 42.96 % (141,434) від загальної кількості (329,216), 29.15 % (95,968) становили ібалойці, та 3.69 % (12,147) каланґуя/ікалаган. Основними етнічними групами рівнин є ілоки 13.36 % (43,984) та таґалоґ 2.36 % (7,773).

### Мови
Мешканці провінції Бенґет в основному спілкуються своїми мовами, ілоканська, таґалоґ та англійська вживаються в бізнесі та комерції. Ібалойці спілкуються власною ібалойською мовою, яка споріднена з панґасінанською. Канканаей мають власну мову з такою ж назвою, яка в свою чергу споріднена з мовою бонток.

### Релігія
73 % населення провінції сповідують католицизм. Серед решти населення є прихильники інших християнських конфесій (методисти, бабтисти, свідки Єгови, пресвитеріанці та інші) а також ісламу.[джерело?]

## Економіка

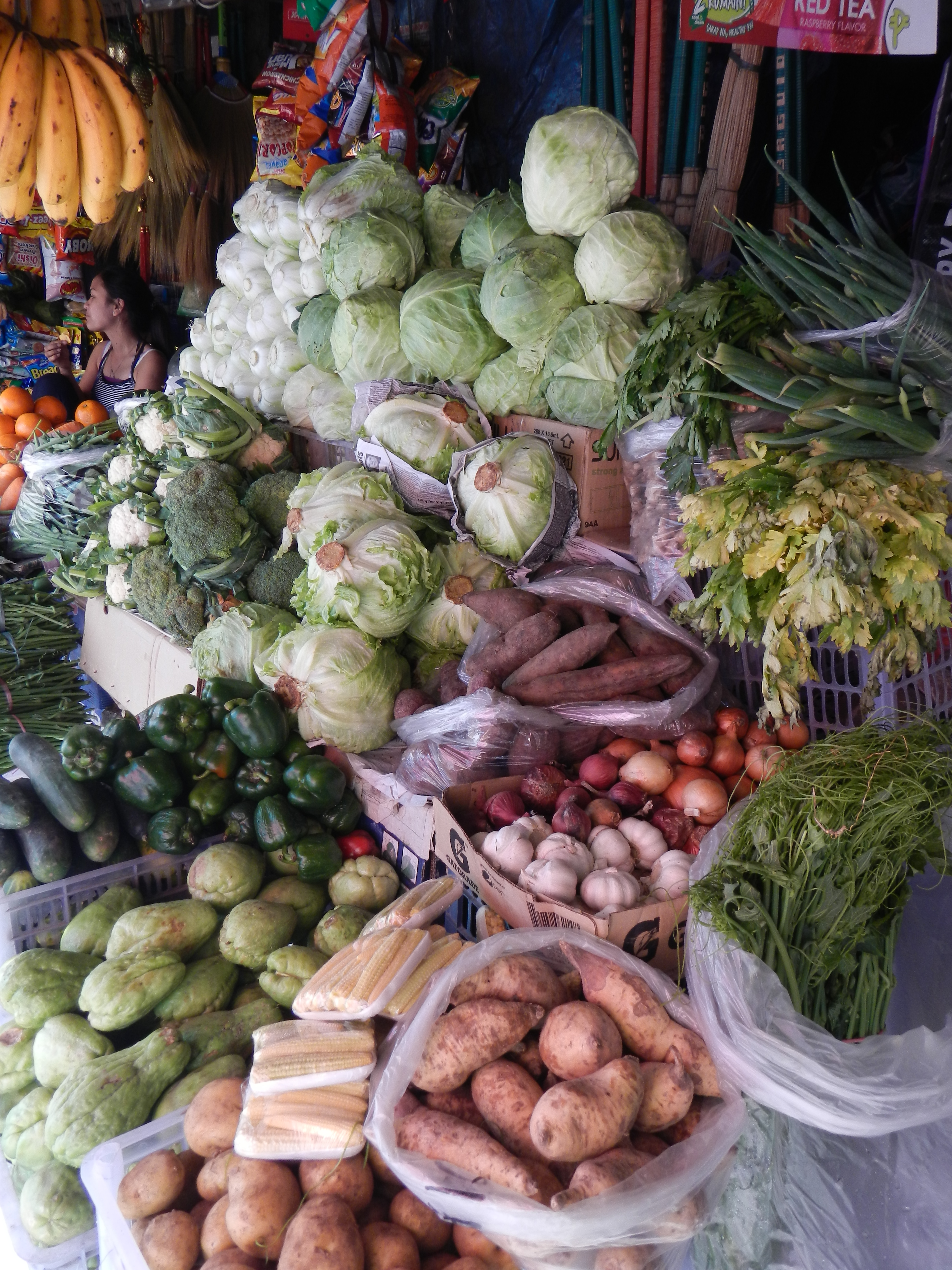
Бенґет є основним місцем вирощування «високогірний овочів» на Філіппінах.

Основою економіки провінції є сільське господарство, гірнича справа, та туризм.
Прохолодний клімат провінції робить її ідеальним місцем для вирощування овочів та фруктів, багато з яких походять з помірного клімату. Цей факт є причиною того, що провінцію часто називають салатницею Філіппін. Основним місцем торгівлі овочами є місто Ла Тринідад, куди з'їжджаються фермери з цілої провінції та торговці з усієї країни, завдяки чому овочі, вирощені в Бенґеті, розповсюджуються по всій країні. Основними культурами провінції є картопля, горох, суниці, капуста, броколі, цвітна капуста, салат, чайот та морква.

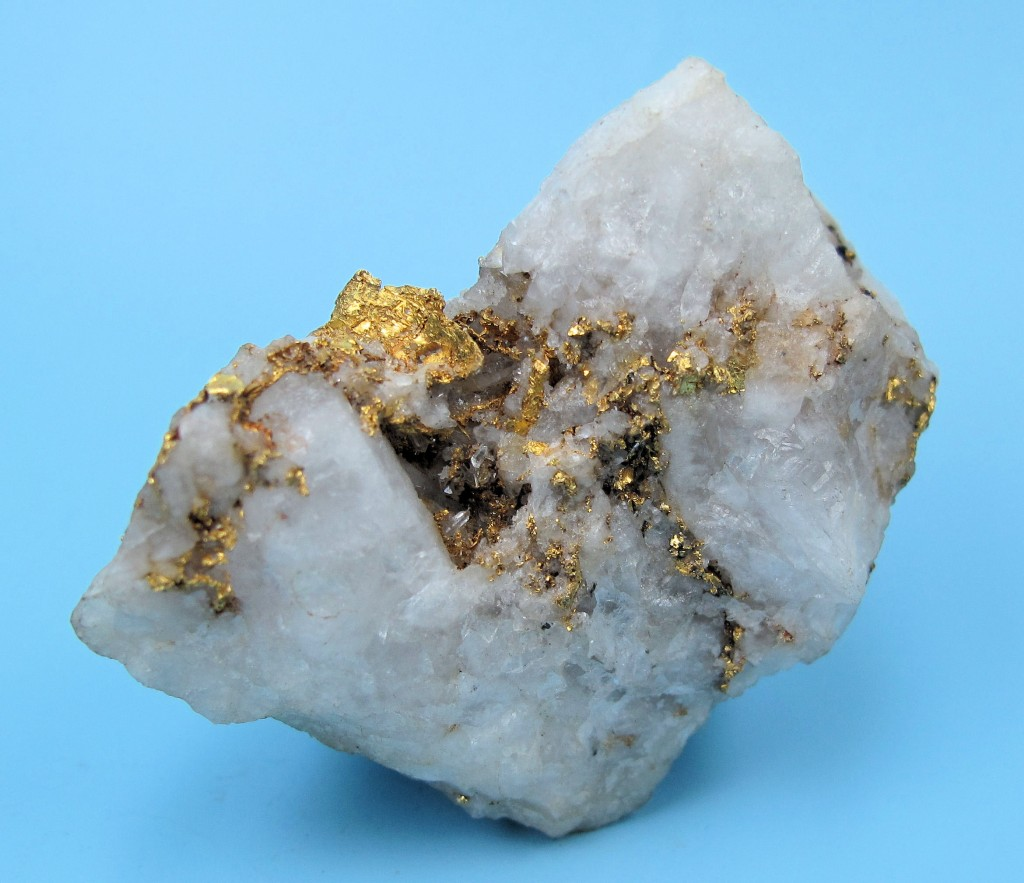
Золотоносна руда з копалень Манкаян

Найбільшою промисловістю в провінції є видобування корисних копалин. Бенґет є основним виробником золота в країні. Корпорація Бенґет, заснована в 1903, що займається видобуванням золота, міді та хроміту є найстаршою гірничою компанією на Філіппінах.
Туристів з рівнин до провінції приваблює своєю інфраструктурою та кліматом місто Баґйо, після відвідин якого люди як правило відвідують також суничні поля Ла Тринідад.

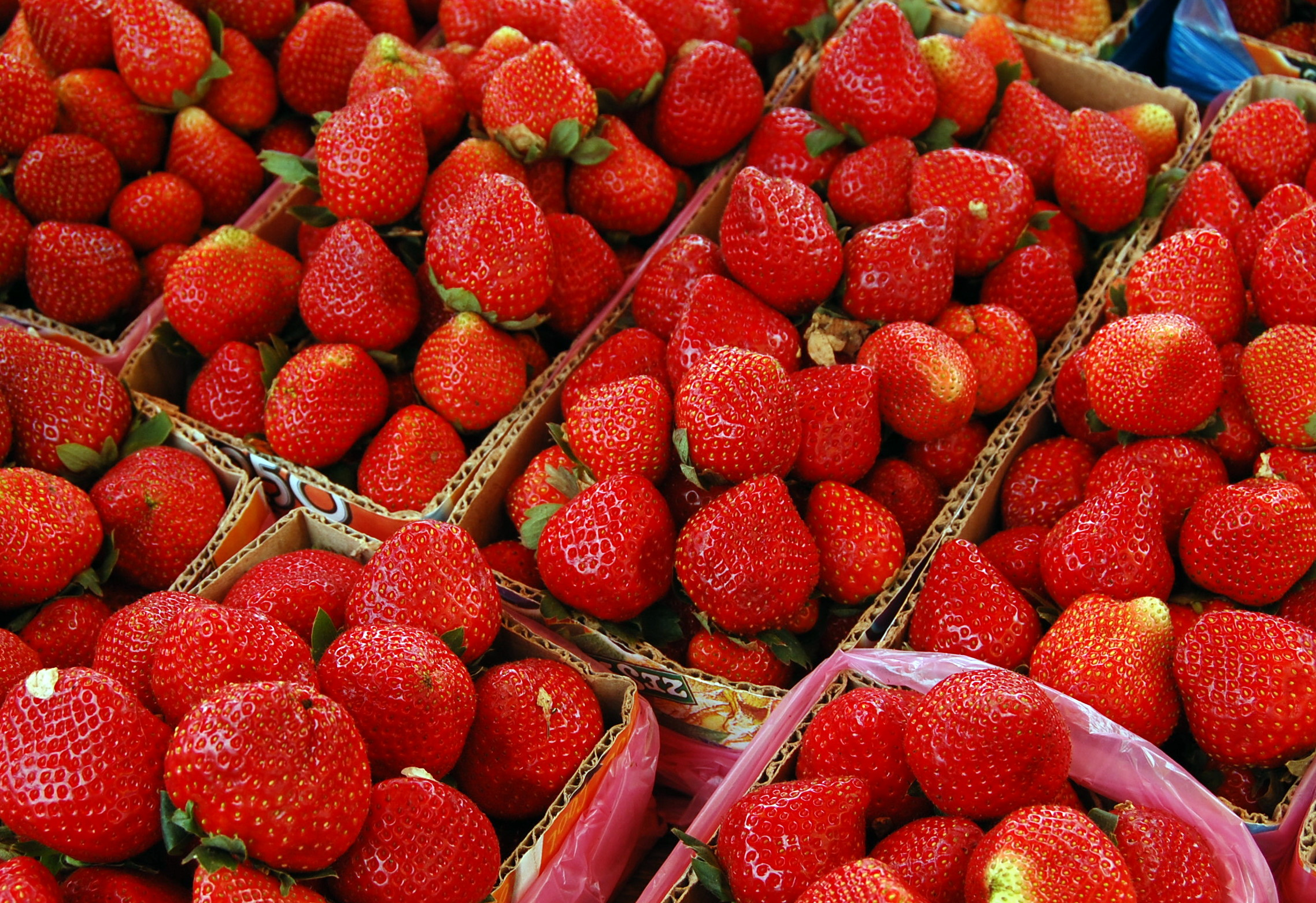
Суниці з міста Ла Тринідад.